# Guy-Claude Luypaerts
Guy-Claude Luypaerts est un musicien français, flûtiste, compositeur et chef d'orchestre, né le 16 mai 1949 à Paris.

## Biographie
Guy-Claude Luypaerts est le fils du compositeur Guy Luypaerts (1917-2015), et élève de Jean-Pierre Rampal. Il accomplit toutes ses études musicales au Conservatoire national supérieur de musique à Paris. Il y remporte, sept prix dont le premier prix de flûte dans la classe de Jean Pierre Rampal et le grand prix de composition dans la classe de Tony Aubin. Dès ses premières créations, il affirme sa prédilection pour la forme concertante et pour les ensembles d’instruments à vent. Il partage par la suite son temps entre la composition, l’enseignement, les récitals de flûte et la direction d'orchestre.

## Œuvres
Son œuvre pour laquelle il a obtenu des commandes du ministère de la Culture et de Radio France a été souvent donnée en concert et jouée à l’étranger : 4 concertos pour flûte et orchestre, Symphonie, Quatuor de cors, Rayonnement céleste, pièce pour orgue, Quatre danses dans le style roumain, Suite pour piccolo et orchestre primée au Concours International Yamaha (1980), Les Impressionnistes, suite concertante, Saskia, pour flûte et orchestre, Light Music, sonate pour flûte et piano, Étoile de la mer, poème symphonique, prix de la musique et la mer François de Roubaix au concours du festival mondial de l’image sous-marine 1998, Idylle pour flûte et orchestre, Concerto pour trompette et orchestre, La souris chauve, conte pour chœur et orchestre, Sonate pour flûte « à Françoise », Schermuzzio, album  pour flûte et piano composé et imaginé d’après 6 dessins de Jaques Darnel.
À Tokyo, il interprète son œuvre au piccolo accompagné par l’orchestre philharmonique de Tokyo, direction Hiroshi Koizumi. Il donnera cette œuvre à l’occasion de nombreux concerts tels qu’à l’Auditorium de l’UNESCO, l'église Saint-Louis des Invalides, la Basilique Saint-Denis, etc. et l’enregistrera plusieurs fois sur disque ainsi qu’à Radio France (Studio 103 et 105).
Il enregistre plusieurs disques comme chef d’orchestre avec l’orchestre de l’Armée de l’Air et la Musique de la Police Nationale.
Il joue également en permanence le répertoire classique, notamment J.S. Bach, Mozart, Debussy, Ravel, Poulenc, Ibert et compose de nombreux arrangements (Bach, Doppler, Wagner…).
Il travaille comme flûtiste durant six années à Radio France avant de donner des cours dans divers conservatoires municipaux de Paris (il enseigne toujours au conservatoire Saint-Saëns du VIIIe arrondissement) et d’être nommé professeur hors classe de la ville de Paris. Il anime un master class avec récital filmé au conservatoire de Zemun (Belgrade).
Il fait paraître De la flûte en 5 volumes aux éditions Leduc puis la Méthode pour flûte aux éditions GCL, et une partition pour flûte et piano (version saxophone et piano) de Physalie aux Leduc.s Éditions.
En 1981, la SACEM lui décerne le prix Stéphane Chapelier-Clerghe-Gabriel Marie et le nomme en 1989 sociétaire définitif honoris causa.